# Imola (Magyarország)

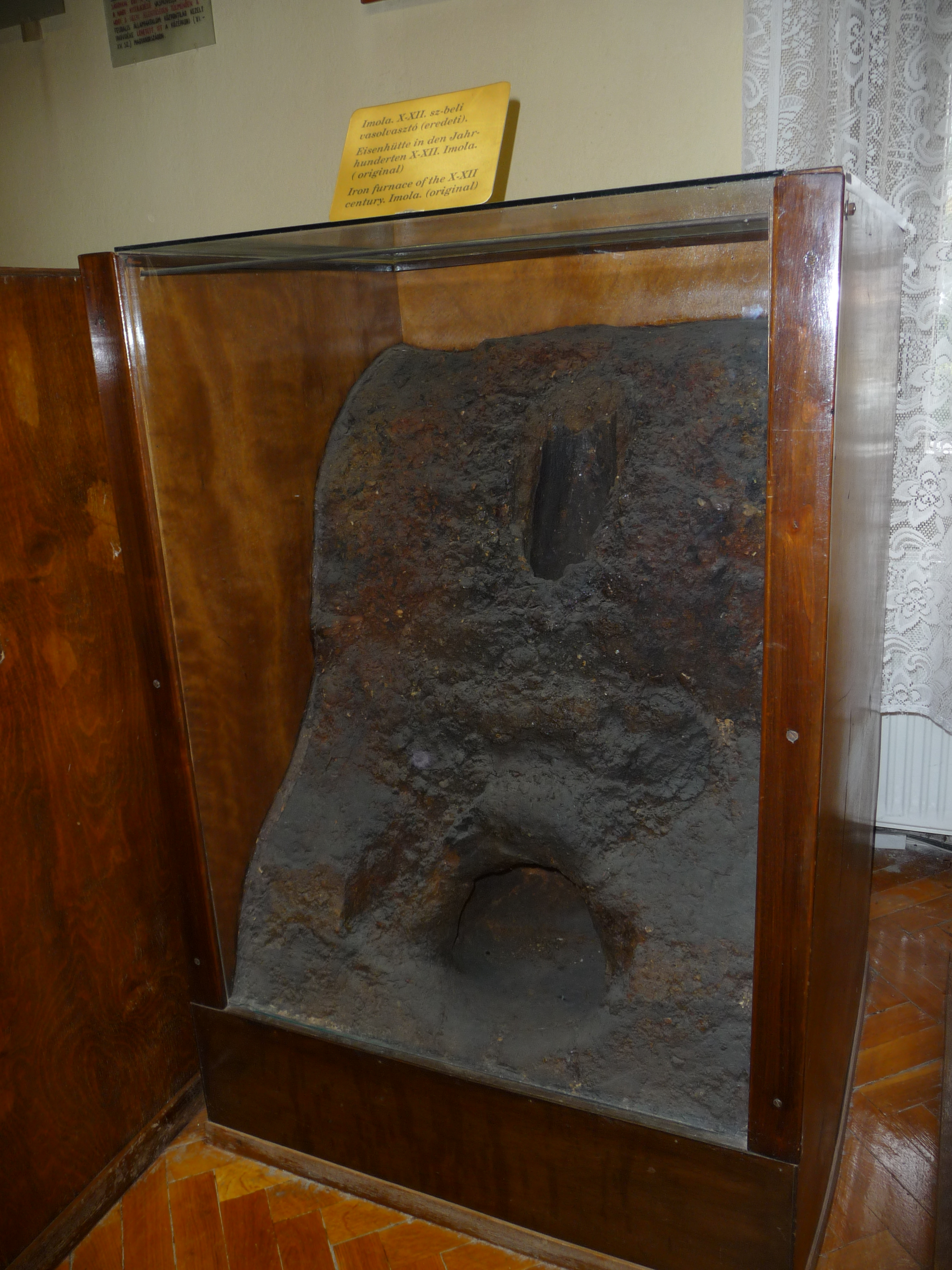
Az Imolán feltárt, Árpád-kori bucakemence a Miskolc-felsőhámori Kohászati Múzeumban.

Imola törpefalu Borsod-Abaúj-Zemplén vármegyében, a Putnoki járásban.

## Fekvése
A Galyaság tájegység déli részén helyezkedik el, a megyeszékhely Miskolctól közúton mintegy 45 kilométerrel északnyugatra. Az Aggteleki Nemzeti Parkkal határos.
A környező települések: kelet felől Kánó (5 km), délkelet felől Zubogy, délnyugat felől Ragály (4 km), nyugat felől Trizs, északnyugat felől pedig Aggtelek (13 km). A legközelebbi városok: Rudabánya (15 km), Putnok (25 km) és Kazincbarcika (27 km).

### Megközelítése
Csak közúton érhető el, Kánó vagy Ragály érintésével, a 2607-es úton.

## Nevének eredete
A régi magyar népies imola szó jelentése hínár, mocsár, így a falu neve mocsaras területet jelent.

## Története
A település a 13. század vége, 14. század eleje körül alakult ki; nevével először egy  1344-ben kelt dokumentumban találkozhatunk. A régészek erről a faluról nevezték el „imolai típusúnak” a korai Árpád-kor uralkodó bucakemence-fajtáját: ennek alakja a fajszi típusú bucakemencére hasonlít, de az imolai kohók melle nyitott, hatásfoka rosszabb volt. A salak nem folyt ki a kemencékből.
A törökök elpusztították; 1570-re teljesen elnéptelenedett. A 17. század második felében népesült be újra.
A török pusztítás hatása századokig tartott: 1427-ben még 18 jobbágyportája volt, 1548-ban már csak 2 zsellér- és 2 megégett portát jegyeztek fel. 1566-ban a törökök felégették a falut, 1570-re a falu teljesen elnéptelenedett.
A mai családok ősei a török vész után költöztek a faluban: a nemesi telkeken élő parasztságnak a birtokosok tetszésük szerint osztottak vetőföldet. 1741-ben a legtisztább nemesi falvak közé sorolták Imolát, ahol 7 kúriás nemes és 6 armális nemes lakott. 1784-ben 64 házban 75 család lakott, 366 fővel. 1890-ben a 72 lakóházban 371 lakos élt.A település 1923-ig Gömör és Kishont vármegye, 1923 és 1938 között Borsod, Gömör és Kishont vármegye, 1938 és 1945 között ismét Gömör és Kishont vármegye, majd 1945-1949 között Borsód-Gömör vármegye része volt.
A 20. század elejéig egy cserép- és téglagyár is működött a falutól nem messze, a patak felső folyásánál, ahol jó minőségű agyagot találtak. Az ott készült, időtálló, jellegzetes „hódfarkú” tetőcserepek máig több ház tetőjén láthatóak.
Az első világháború után, majd a '30-as években, a gazdasági világválság idején sokan elvándoroltak.
A második világháború is több csapást mért a településre, ahol szovjet katonákat szállásoltak el. Később a lakosság az egyre fokozódó városiasodás következtében csökkent tovább; Imolának ma alig 100 lakosa van.

## Közélete

### Polgármesterei
- 1990–1994: Majoros Lajos (független)[3]
- 1994–1998: Majoros Lajos (független)[4]
- 1998–2002: Gál Éva (független)[5]
- 2002–2005: Nagyházi Gábor (független)[6]
- 2005–2006: Boros Jánosné (független)[7]
- 2006–2010: Boros Jánosné (független)[8]
- 2010–2014: Osváth Katalin (független)[9]
- 2014–2019: Osváth Katalin (független)[10]
- 2019–2024: Osváth Katalin (független)[11]
- 2024– : Osváth Katalin (független)[1]

A településen 2005. június 26-án időközi polgármester-választást kellett tartani, mert az előző faluvezetőnek – még tisztázást igénylő okból – megszűnt a polgármesteri tisztsége.

## Népesség
A település népességének változása:
| Lakosok száma | 86   | 86   | 87   | 95   | 89   | 84   | 79   |
|               | 2013 | 2014 | 2015 | 2021 | 2022 | 2023 | 2024 |

A 2001-es népszámláláson a település minden lakosa magyarnak vallotta magát.
A 2011-es népszámlálás során a lakosok 98,8%-a magyarnak mondta magát (1,2% nem válaszolt; a kettős identitások miatt a végösszeg nagyobb lehet 100%-nál). A vallási megoszlás a következő volt: római katolikus 6%, református 79,5%, görögkatolikus 1,2%, felekezeten kívüli 2,4% (10,8% nem válaszolt).
2022-ben a lakosság 84,3%-a vallotta magát magyarnak, 7,9% cigánynak, 3,4% egyéb, nem hazai nemzetiségűnek (15,7% nem nyilatkozott; a kettős identitások miatt a végösszeg nagyobb lehet 100%-nál). Vallásuk szerint 2,2% volt római katolikus, 48,3% református, 3,4% görög katolikus, 3,4% felekezeten kívüli (42,7% nem válaszolt).

## Látnivalók
- Fallal kerített, téglalap alaprajzú, nyeregtetős, késő barokk stílusú református templomát Brojek Ignác csetneki építőmester tervei alapján, 1785–86-ban emelték a középkori templom helyén. A régi, 1631-ben épített és 1785-ben lebontott épületből csak a mostani templom déli oldalának közepén álló, hagymakupolás, órapárkányos tornyot hagyták meg. A hajó belső mérete 9 m * 17 m. 1856-ban a tornyot megmagasították.

1785–86-ban készítették a 9 * 8 táblás, medallionos díszítésű, festett famennyezetet és a mellvédjein cédrusokat ábrázoló fakarzatokat is. A megromlott állapotú mennyezetet az ezredfordulón leszedték, még megmenthető régi táblákat a műemlékvédelem elszállította. Az új mennyezet festése az eredeti motívumokat próbálja követni. A késő barokk berendezés (festett padok, papi szék, koronás szószék) a többi helyen is olvasható évszám szerint ugyancsak 1786-ban készült. Az úrasztali edények 19. századiak, a harangot Losoncon öntötték 1835-ben.
- Hagyományos népi építészet (több, perkupai stílusú ház a főutcán)
- Gipszkristály-lelőhely
- Középkori, legendák övezte földvárrom a falutól 2 km-re
- Imolai-ördöglyuk (a nemzeti park része, a várromtól nem messze). 1995-ben a településen található barlangot az Aggteleki-karszt és a Szlovák-karszt többi barlangjával együtt az UNESCO a világörökség részévé nyilvánította.